# Encainide
L'encainide è uno dei farmaci antiaritmici del gruppo IC, che aveva trovato impiego nella terapia delle aritmie ventricolari e sopraventricolari, in particolare nella Sindrome di Wolff-Parkinson-White.

## Meccanismo d'azione
È un antagonista dei canali per il sodio, attività tipica dei farmaci di classe IC; riduce la velocità di conduzione intraventricolare in modo maggiore che il periodo refrattario effettivo, tale effetto si riflette sull'ECG di superficie con uno slargamento del  QRS.

## Indicazioni
Molto efficace sulle aritmie ventricolari e sopraventricolari, è stata tolta da commercio nel 1991 per le sue gravi controindicazioni sui pazienti affetti da Cardiopatia ischemica. Lo studio  CAST (Cardiac Arrhythmia Suppression Trial) ha evidenziato un aumento nella mortalità nei soggetti ischemici a cui veniva somministrato per ridurre le aritmie ventricolari post-IMA. Viene utilizzato solo in ambito Ospedaliero per pazienti che hanno controindicazioni ad altri farmaci antiaritmici.